# Turanogryllus melasinotus
Turanogryllus melasinotus är en insektsart som beskrevs av Li, B. och Z. Zheng 1998. Turanogryllus melasinotus ingår i släktet Turanogryllus och familjen syrsor. Inga underarter finns listade i Catalogue of Life.